# Somerby (Leicestershire)
Somerby – wieś w Anglii, w hrabstwie Leicestershire, w dystrykcie Melton. Leży 21 km na wschód od miasta Leicester i 140 km na północ od Londynu.